# 難波

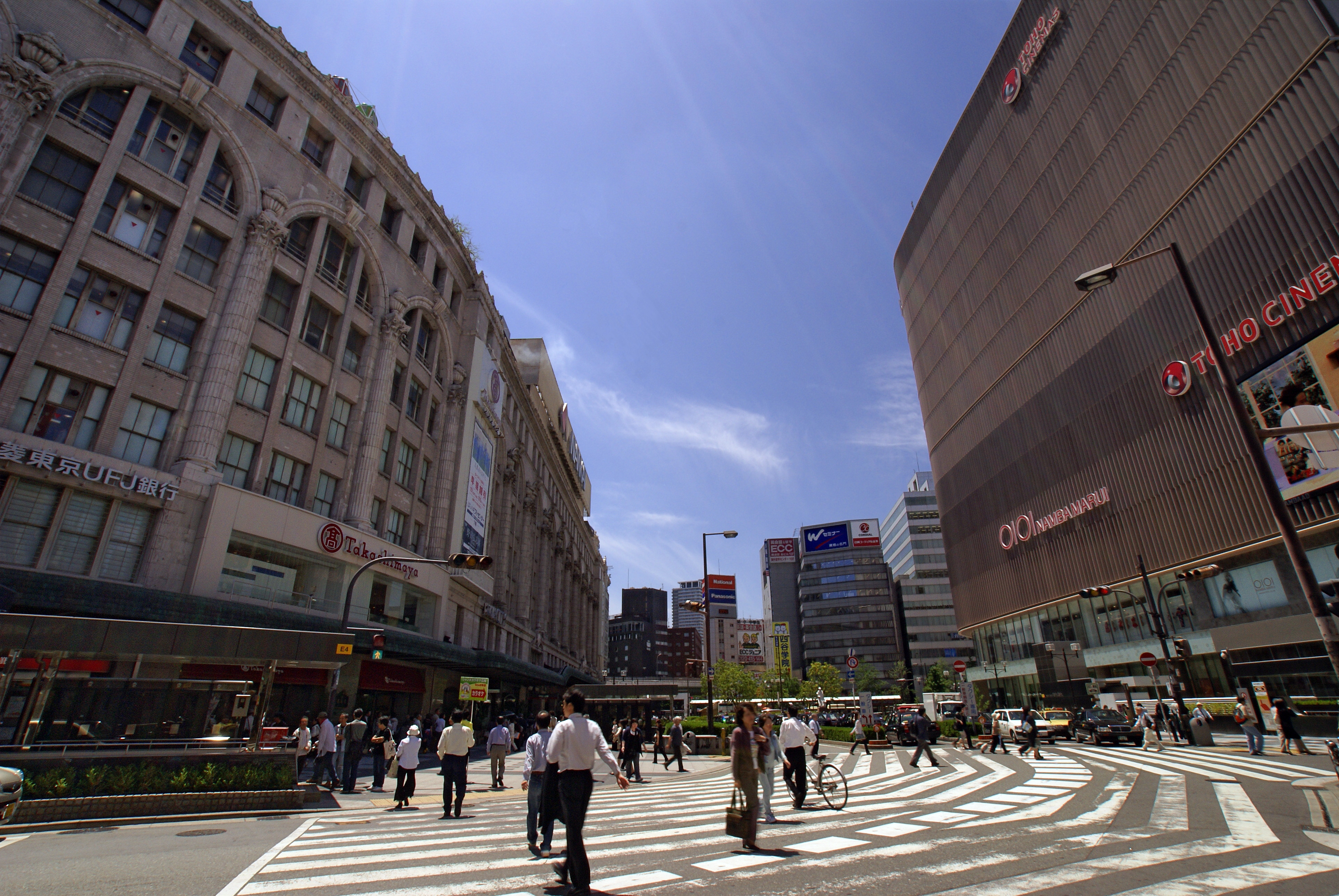
難波駅前（左・髙島屋大阪店、右・なんばマルイ）

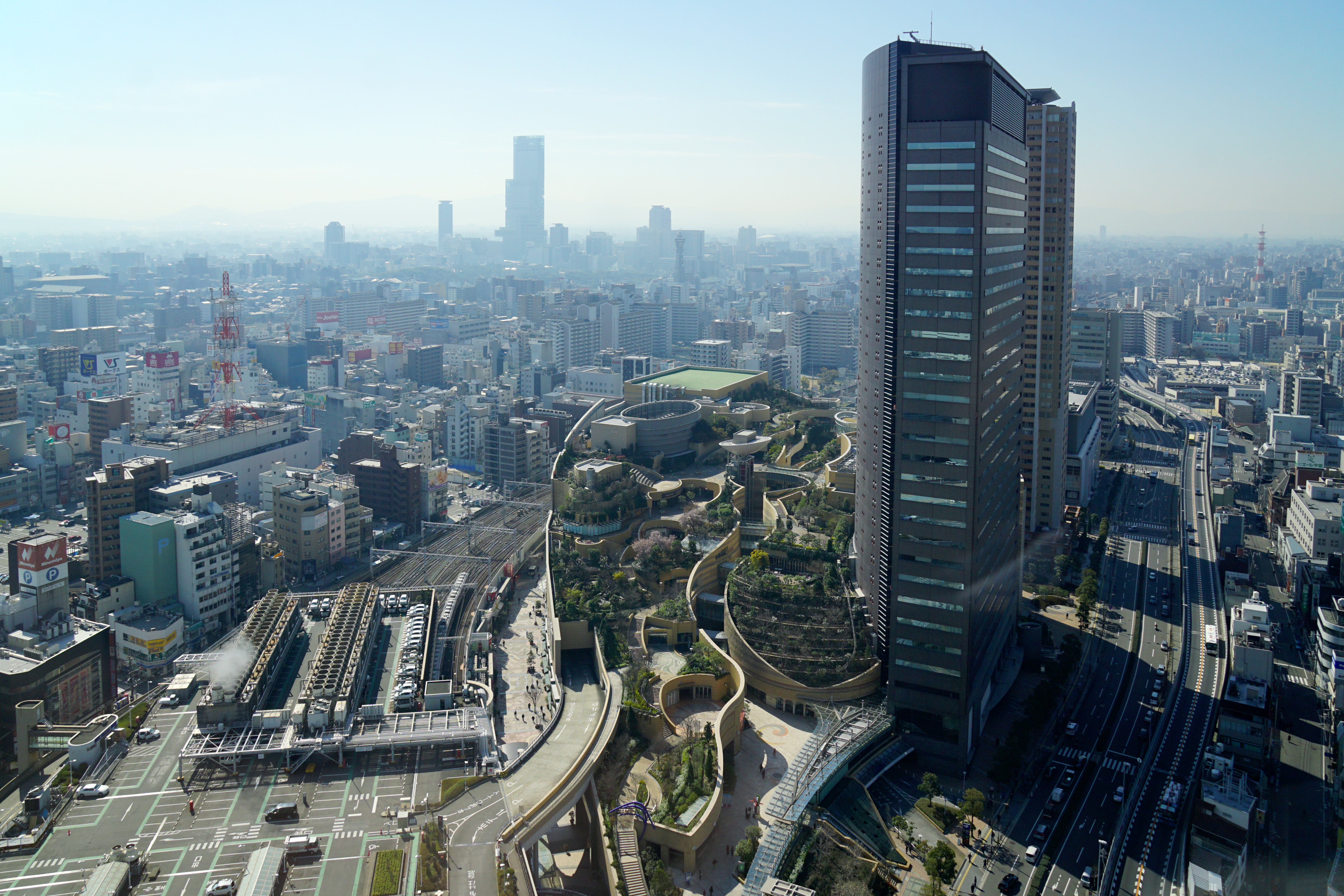
なんばパークス

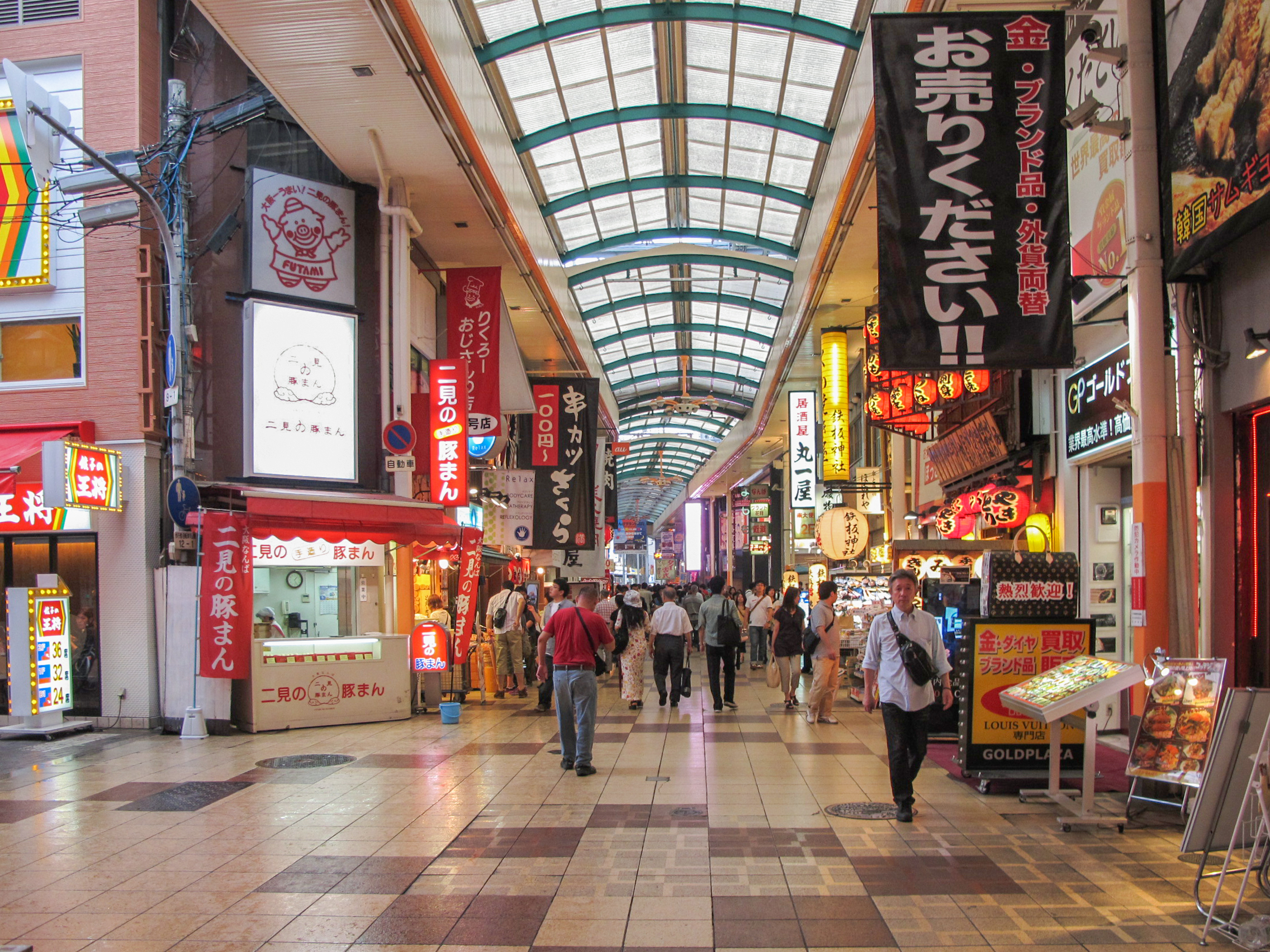
なんば南海通り

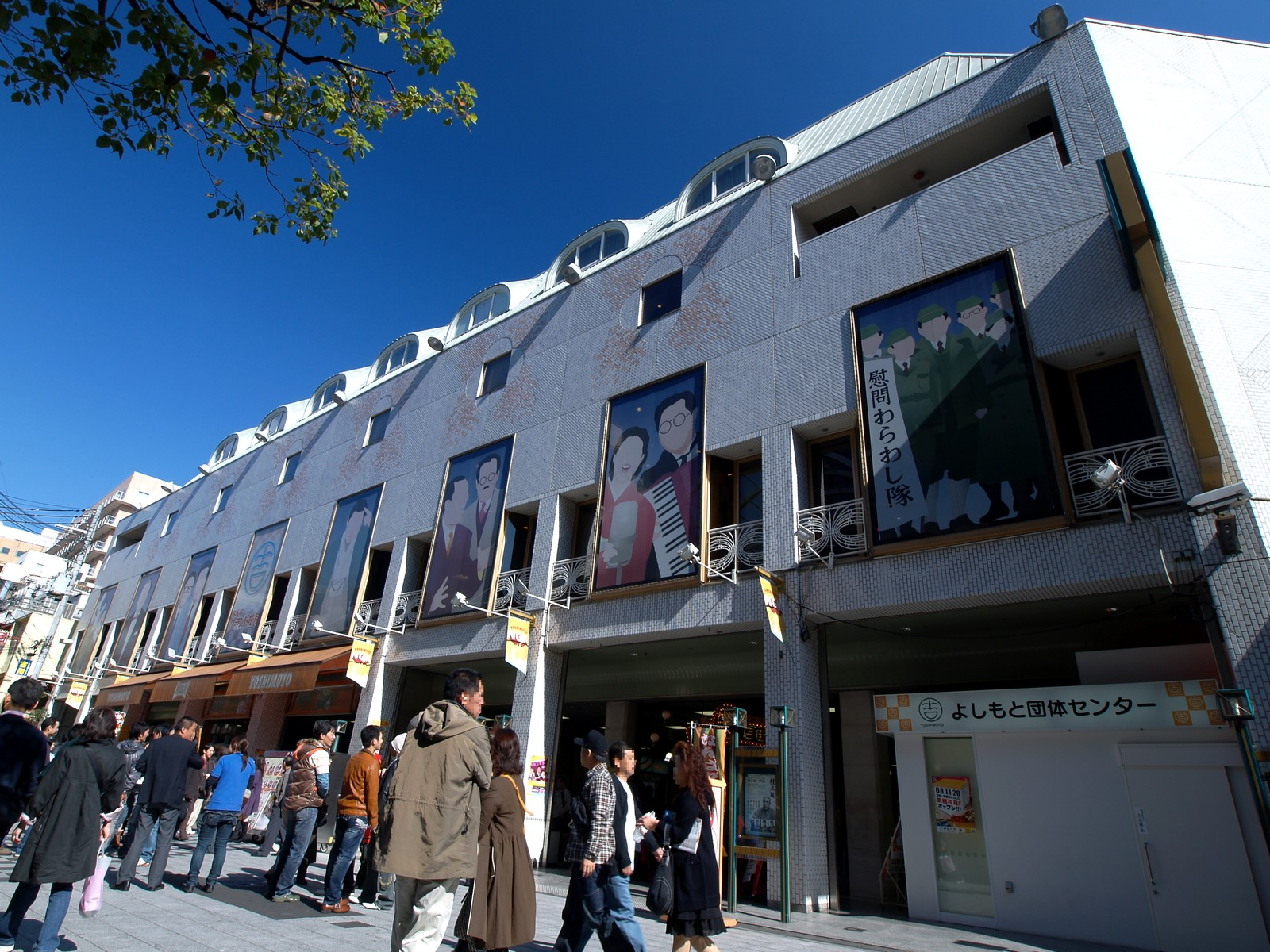
なんばグランド花月

難波（なんば）は、大阪府大阪市中央区・浪速区に広がる大阪を代表する繁華街の一つ。または、中央区の町名。現行行政地名は難波一丁目から難波五丁目まで。

## 概要
難波は大阪市の2大繁華街の一つであるミナミに包含され、一般的にはその玄関口となる南海難波駅や難波駅（Osaka Metro）、大阪難波駅（近鉄・阪神）周辺の繁華街を指す。梅田を中心とするキタと並んで大阪における商業の中心地である。「難波」という漢字は「なにわ」とも読めるため、駅の表記や施設の名称において平仮名の「なんば」を用いる例が見られる。
難波には私鉄や地下鉄といった多数の鉄道路線が乗り入れ、ミナミの玄関口として機能している。難波駅は大阪・梅田駅に次ぐターミナル駅となっており、天王寺駅とともに大阪市の南玄関としての役割を二分している。北側に隣接する心斎橋や道頓堀・千日前などの周辺の地域も含めて広域的かつ一体的な繁華街ミナミを形成している。ミナミが島之内の西半（心斎橋駅界隈）から難波駅界隈までの広範な地域を指すのに対し、難波は概ね道頓堀以南・千日前以西の地域を指すことが多い（ただし繁華街としてのミナミや難波の地理的範囲が具体的に定義されているわけではなく、人によって指し示す範囲が多少異なることがある）。老舗や高級ブランド店が多い心斎橋と比べ、ミナミの玄関口でもある難波は多種多様な商店が混在し、雑多で賑やかな雰囲気を持つ。道頓堀と南海難波駅の間には複数の商店街が発達し、お好み焼きや串カツといった大阪グルメを提供する飲食店も多く、非常に活気のある街並みとなっている。なんばウォークやNAMBAなんなんといった地下街も発達しており、難波地区に位置する各駅を連絡する役割をもつ。さらに、南海難波駅は関西国際空港からの訪日外国人客の玄関口の役割を果たしており、大阪を象徴する風景として有名な道頓堀はインバウンド客のみならず国内の観光客からも人気の観光スポットである。そのため、同駅から道頓堀に至る戎橋筋商店街は多種多様な人種の通行客で賑わっている。
場合によっては道頓堀・千日前・宗右衛門町・湊町・日本橋を含めた地域まで指すこともあり、今宮・木津（今宮戎駅・大国町駅付近）といった南隣の地域にも難波を冠する施設等が散見される。難波地区に位置する他の駅と比べて、JR難波駅は繁華街からはやや距離があり、同駅は地下鉄難波駅や大阪難波駅と地下連絡通路（地下街）などでつながっているが、長年親しまれてきた湊町駅という旧駅名と所在地の浪速区湊町という町名から、同駅周辺は現在でも湊町と呼ばれることが多い。ただし、本来の湊町は道頓堀川南岸の一画に過ぎず、現行住居表示の湊町は大半がもと難波である。

## 範囲
現在の町名で難波と付くものには、
- 中央区
  - 難波一丁目
  - 難波二丁目
  - 難波三丁目
  - 難波四丁目
  - 難波五丁目
  - 難波千日前
- 浪速区
  - 難波中一丁目
  - 難波中二丁目
  - 難波中三丁目

がある。
Osaka Metroの難波駅（四つ橋線は除く）・大阪難波駅・髙島屋・なんばマルイが難波に、千日前道具屋筋商店街やなんばグランド花月（吉本会館）、YES-NAMBAビル（よしもと漫才劇場、NMB48劇場）が難波千日前に、なんばパークスや大阪府立体育会館が難波中に所在する。南海難波駅と同駅ホーム下に位置するなんばCITYは難波と難波中に跨っている。

## 沿革

### 近世前期（難波村の移転）
難波の地名の由来となった西成郡難波村は、もともと南船場・島之内・下船場・堀江の一帯にあり、上難波村（南船場）と下難波村（その他）に分かれていた。現在ではほとんど難波と認識されることのない南船場に、難波別院・難波神社があるのはこのためである。近世に行われた大坂城下の拡張に伴い、上難波村はわずかに飛地としてその姿を残すほどとなり、大坂城下が幕府直轄地となる1619年（元和5年）には上難波村の人口は0人となっていた。下難波村は元和・寛永年間に行われた新町遊廓の開発に伴い、道頓堀川以南（現：浪速区元町）へ移転となった。1650年（慶安3年）には木津川沿いの地域が西成郡西側町となり、下難波村から分割された。なお、南船場には上難波○○町という町名が大正初期まで、堀江には新難波○○町という町名が近世まで見られた。そして、1700年（元禄13年）に上難波村飛地が下難波村に編入され、難波村と改称された。近世の難波村は藍の産地で知られ、濃色に優れる阿波産の藍に対して難波産の藍は薄色に優れ、難波水藍とも呼ばれた。

### 近世後期（難波新地の誕生）
難波村のうち最も早く市街化されて大坂三郷へ組み込まれたのが、概ね現在の中央区難波に当たる難波新地（なんばしんち）である。大阪史上最大級の大火となった1724年（享保9年）の享保の大火の後に、天満橋南詰の本堺町・京橋1丁目・京橋北詰の相生西町と相生東町の一部が火除地となったため、その移転先として道頓堀の南西に元堺町・元京橋町・元相生町の3町が置かれた。その後1765年（明和2年）にこれら3町と元伏見坂町（通称：坂町）の南側が開発され、ここに難波新地1 - 3丁目が形成された。

### 近代（難波新地の再編）
明治に入ると、1872年（明治5年）に坂町が南坂町に、難波新地1丁目が南坂裏町に改称され、翌年には南坂裏町が南坂町に編入され、現在の千日前1丁目に組み込まれて行くことになったが、一方で1872年（明治5年）に元堺町・元京橋町・元相生町の3町が難波新地に編入され、難波新地一番町 - 四番町に再編。翌年には難波村のうち市街化が見られた区域も難波新地に編入され、難波新地一番町 - 六番町に再編。この明治初期に拡大された難波新地の範囲が概ね現在の中央区難波の範囲となっている。
1879年（明治12年）の郡区町村編制法により難波新地は大阪府南区に含まれ、1889年（明治22年）の市制施行によって、大阪市南区へ移行。また同年の町村制施行によって、難波村は西成郡西側町・材木置場町・西高津村字髭剃を取り込み、難波村大字難波・西側・材木置場・西高津となった。

### 近代（難波村の大阪市編入）
1897年（明治30年）には難波村も大阪市南区へ編入された。1900年（明治33年）の大字改編により、大字難波に以下の28町が成立し、難波を冠する町名は難波新地の6町を含め34町となった。なお、大字西側・材木置場は木津川町1 - 3丁目に、大字西高津は南阪町に改称された。
- 難波河原町1 - 2丁目
- 難波新川1 - 3丁目
- 難波蔵前町
- 難波元町1 - 5丁目
- 難波東円手町
- 難波西円手町
- 難波東神田町
- 難波西神田町
- 難波桜川1 - 4丁目
- 難波反物町
- 難波稲荷町1 - 3丁目
- 難波塩草町
- 難波小田町
- 難波立葉町
- 難波芦原町
- 難波久保吉町

1912年（明治45年）1月16日、難波新地で大火。4576戸が焼失。

### 近代 - 戦後（町・区の再編）
1925年（大正14年）、難波新地を除く28町は新設された浪速区へ編入され、同時に難波の冠称を廃した。1943年（昭和18年）には南区と浪速区の境界変更が行われ、河原町北部が南区へ編入された。さらに戦後になって、1967年（昭和42年）には反物町が桜川へ編入された。そして1980年（昭和55年）に浪速区が、1982年（昭和57年）に南区が現在の住居表示を実施。1989年（平成元年）に南区が東区と統合されて中央区となり、現在に至る。
このように現在ではもと難波新地・河原町・新川・蔵前町といった繁華街の範囲だけを指すことが一般的になっているが、歴史的にも現在の地域区分としても難波は繁華街以西の木津川付近までの地域を含む地名である。

### 2000年代以降の再開発事業
2000年代以降、南海難波駅周辺は再開発が活発な地域となっている。かつて南海ホークス（現：福岡ソフトバンクホークス）の本拠地であった大阪球場の跡地は大型複合施設なんばパークスが開業し賑わいを見せている。また2007年4月には第2期部分が完成し、大阪市内最大級のシネマコンプレックス「なんばパークスシネマ」が新設された。一方、難波駅前の南街会館跡地には、丸井とTOHOシネマズが入居するなんばマルイが2006年9月22日にオープンし、2000年代後半にかけて難波における映画館の数が一気に増えることになった。
また髙島屋大阪店（本店）は、既存の本館の改修と新館の増床により、分散しているブランド品と洋品雑貨売り場、レストランをそれぞれ集約・拡張、2011年3月3日にグランドオープンした。増床面積は2万2000平方メートルで、従前の店舗面積と合わせると7万8000平方メートルとなり、西日本最大級の百貨店へと変貌した。高島屋はまた2007年に完成したなんばパークス2期の専門店街のプロデュースも行い、ミナミの集客作戦に大規模な投資をしている。
2012年以降は、政府による観光客誘致を目的とした訪日外国人を対象としたビザの緩和や、関西国際空港における格安航空会社 (LCC) の就航が相次いだこともあり、南海電車で直接アクセスできる難波を中心としたミナミへ外国人観光客が多く訪れるようになった。この客層の消費や宿泊需要を取り込むために、ドラッグストアやホテルの出店が相次いでいる。近年の店舗や施設開発にもその影響が反映されており、2018年に南海電気鉄道の旧本社である南海会館ビル跡に開業した複合施設なんばスカイオや2019年に開業したエディオンなんば本店など、訪日客の関心を持つ日本文化やサービス・製品を体験できる施設がオープンしている。

## 世帯数と人口
2019年3月31日現在の世帯数と人口は以下の通りである。
| 丁目               | 世帯数 | 人口  |
| ------------------ | ------ | ----- |
| 難波一丁目         | 17世帯 | 34人  |
| 難波二丁目         | 14世帯 | 19人  |
| 難波三丁目         | 18世帯 | 34人  |
| 難波四丁目・五丁目 | 49世帯 | 77人  |
| 計                 | 98世帯 | 164人 |

### 人口の変遷
国勢調査による人口の推移。
| 1995年（平成7年）  | 429人 | [ 9 ]  |  |
| 2000年（平成12年） | 443人 | [ 10 ] |  |
| 2005年（平成17年） | 184人 | [ 11 ] |  |
| 2010年（平成22年） | 235人 | [ 12 ] |  |
| 2015年（平成27年） | 184人 | [ 13 ] |  |

### 世帯数の変遷
国勢調査による世帯数の推移。
| 1995年（平成7年）  | 218世帯 | [ 9 ]  |  |
| 2000年（平成12年） | 261世帯 | [ 10 ] |  |
| 2005年（平成17年） | 90世帯  | [ 11 ] |  |
| 2010年（平成22年） | 127世帯 | [ 12 ] |  |
| 2015年（平成27年） | 104世帯 | [ 13 ] |  |

## 事業所
2016年（平成28年）現在の経済センサス調査による事業所数と従業員数は以下の通りである。
| 丁目       | 事業所数    | 従業員数 |
| ---------- | ----------- | -------- |
| 難波一丁目 | 244事業所   | 2,286人  |
| 難波二丁目 | 151事業所   | 3,319人  |
| 難波三丁目 | 257事業所   | 4,763人  |
| 難波四丁目 | 282事業所   | 3,600人  |
| 難波五丁目 | 434事業所   | 6,911人  |
| 計         | 1,368事業所 | 20,879人 |

## 主な施設

### 商業施設・商店街・地下街
繁華街ミナミの中心地である難波は老舗百貨店や専門店・ファッションビルといった商業施設や、大阪を代表する食文化であるお好み焼きや串カツなどを提供する飲食店が多数集積しており、地元の人や国内外の観光客で賑わっている。ただし、繁華街としての側面が強く梅田や淀屋橋と比べるとビジネス街としての機能は弱いとされる。
- 髙島屋大阪店
- なんばCITY
- なんばスカイオ
- なんばパークス
- なんばマルイ
- 戎橋筋商店街
- なんば南海通商店街
- なんさん通り商店街
- 千日前道具屋筋商店街
- なんばウォーク
- NAMBAなんなん
- ビックカメラなんば店
- ヤマダデンキ LABI1なんば
- エディオンなんば本店

### 文化施設・劇場
- なんばグランド花月
- 大阪府立上方演芸資料館
- NMB48劇場
- 大阪府立体育会館

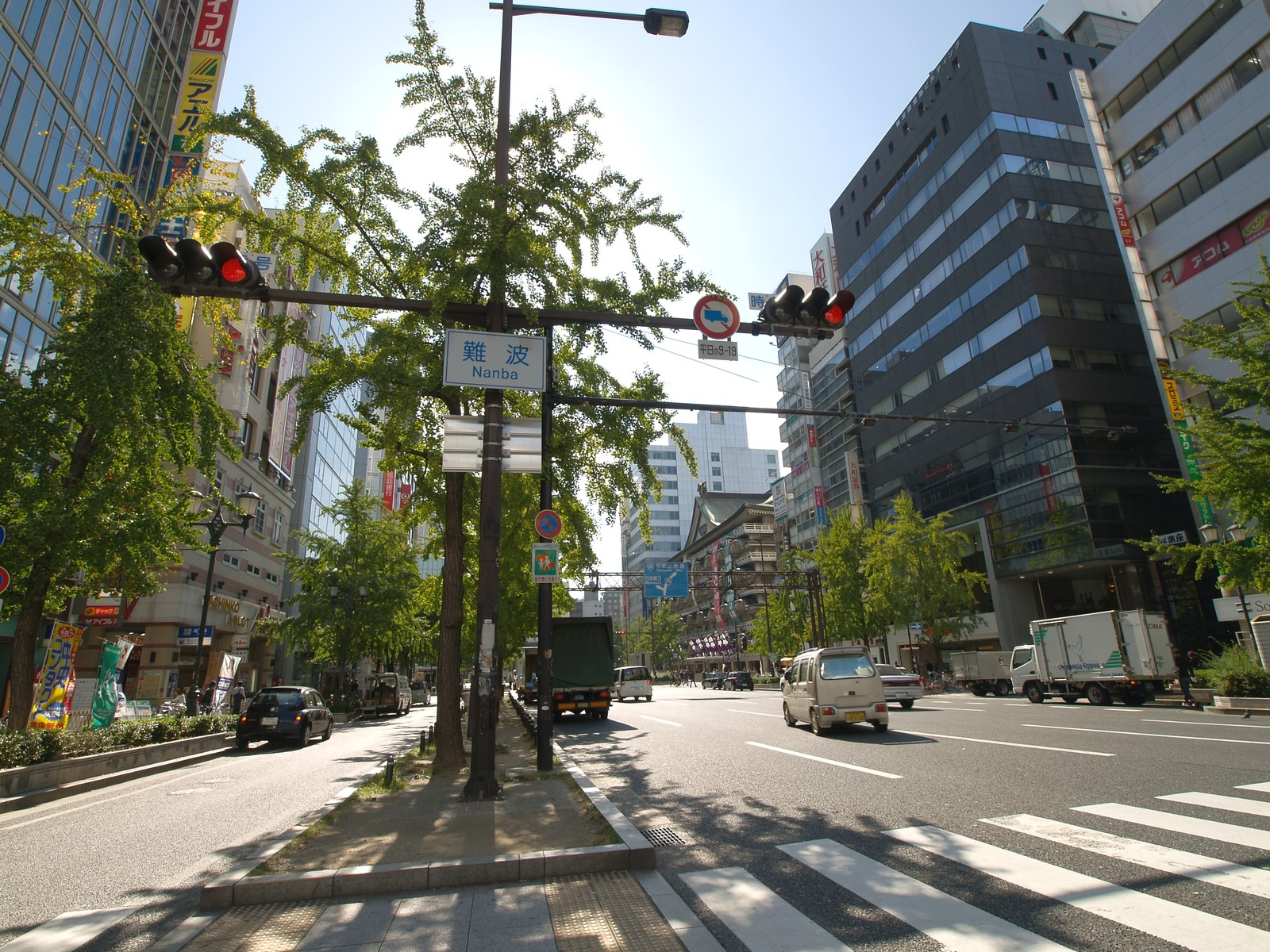
難波交差点
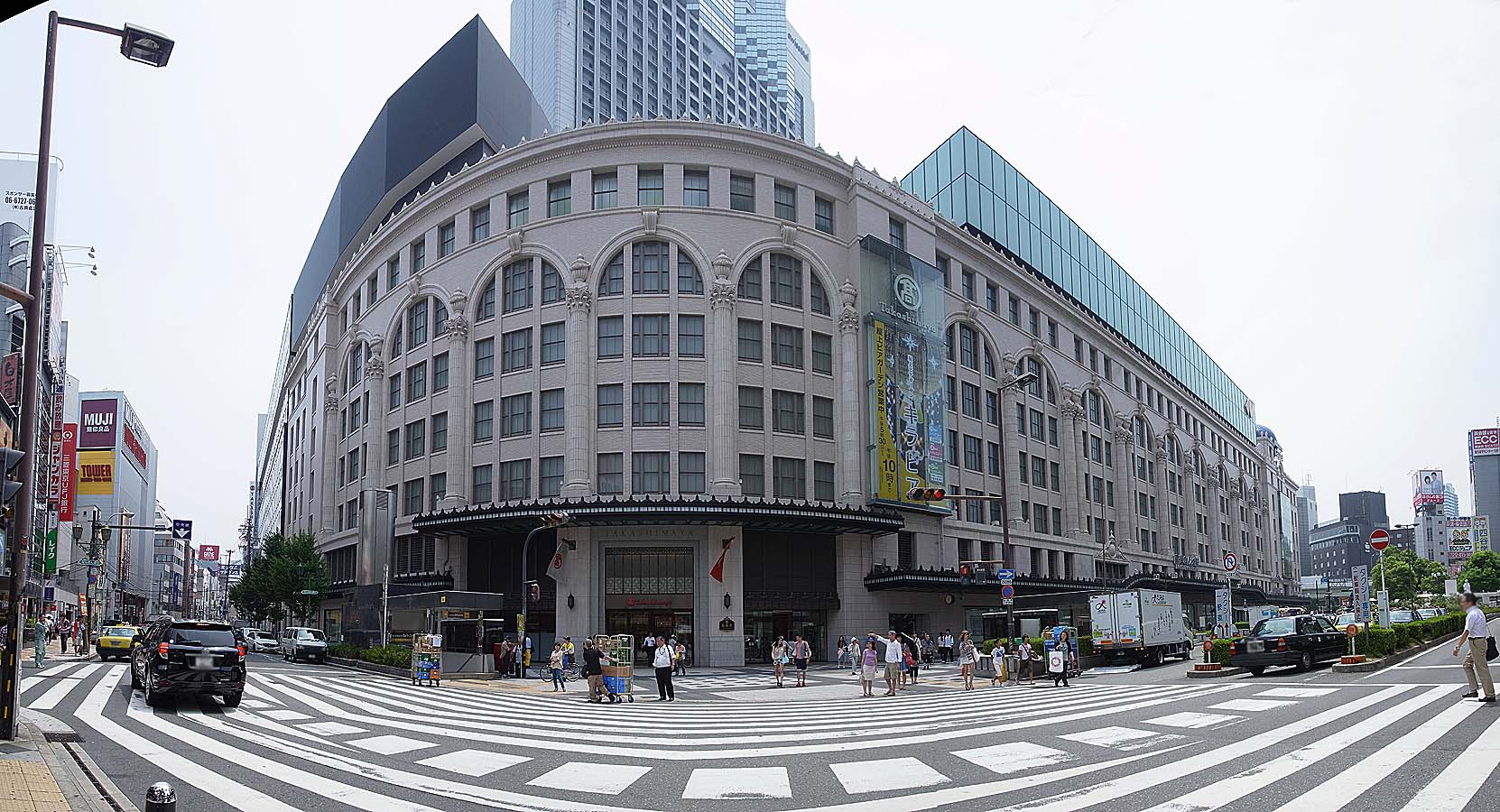
髙島屋
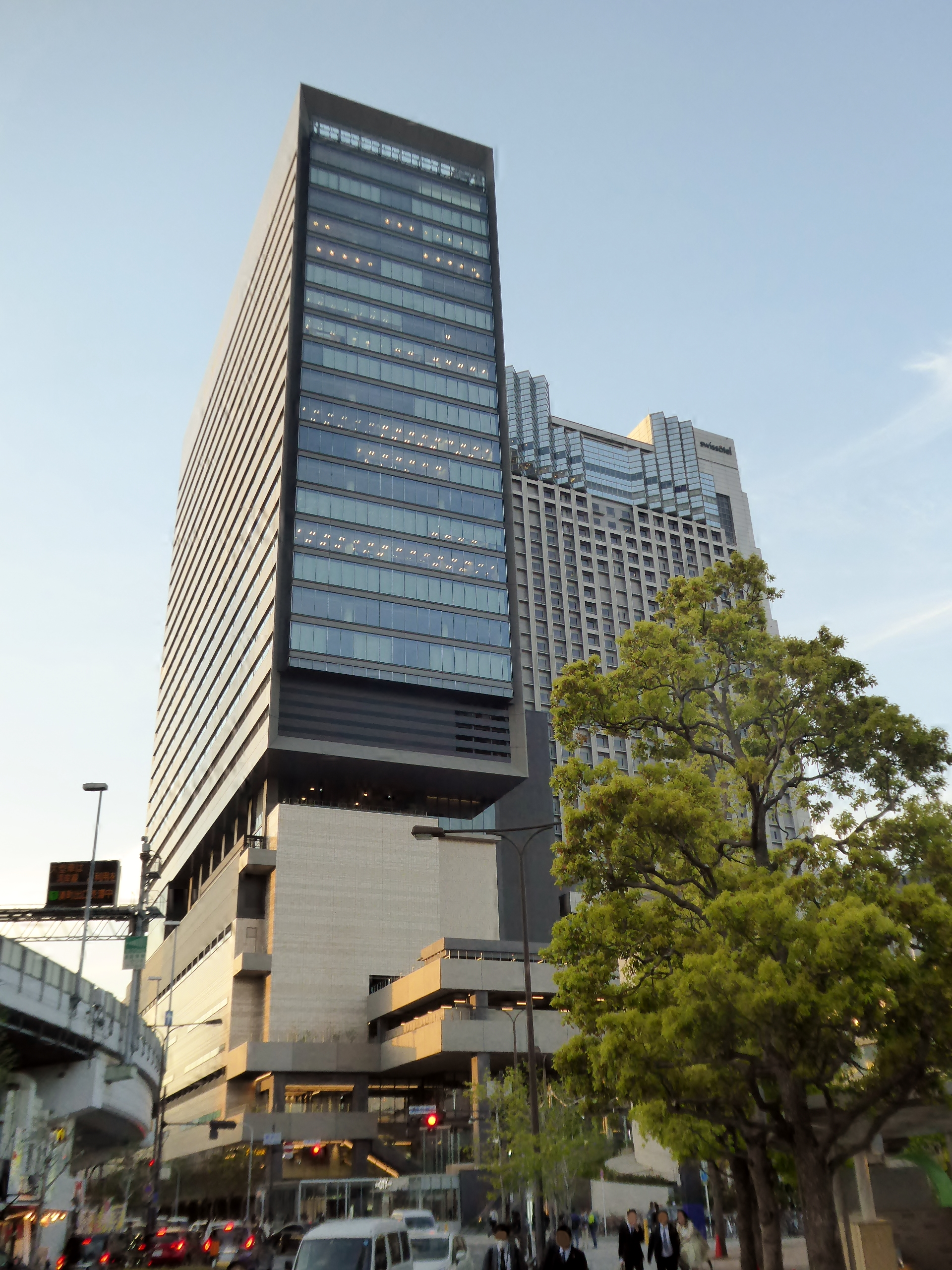
なんばスカイオ
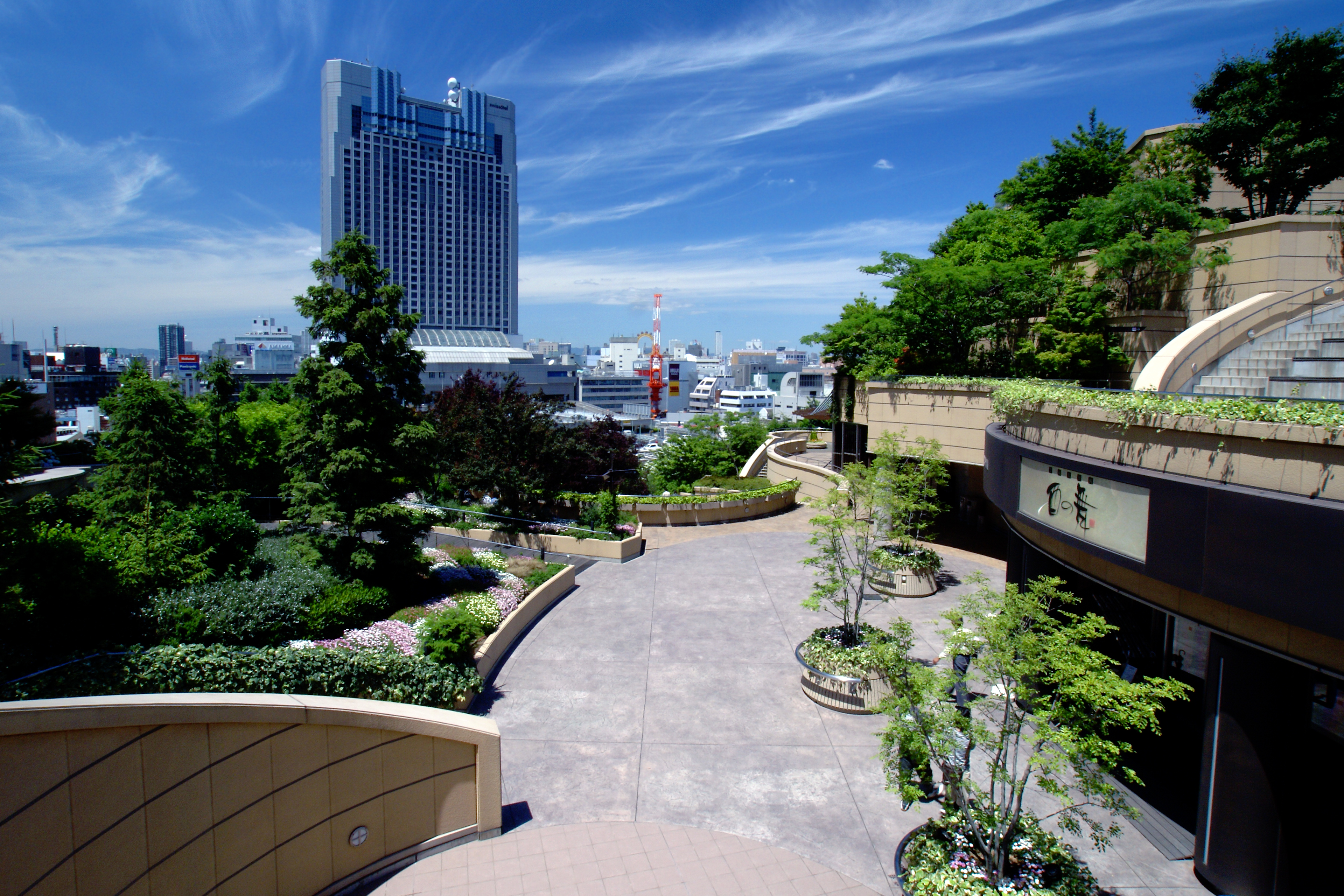
なんばパークス
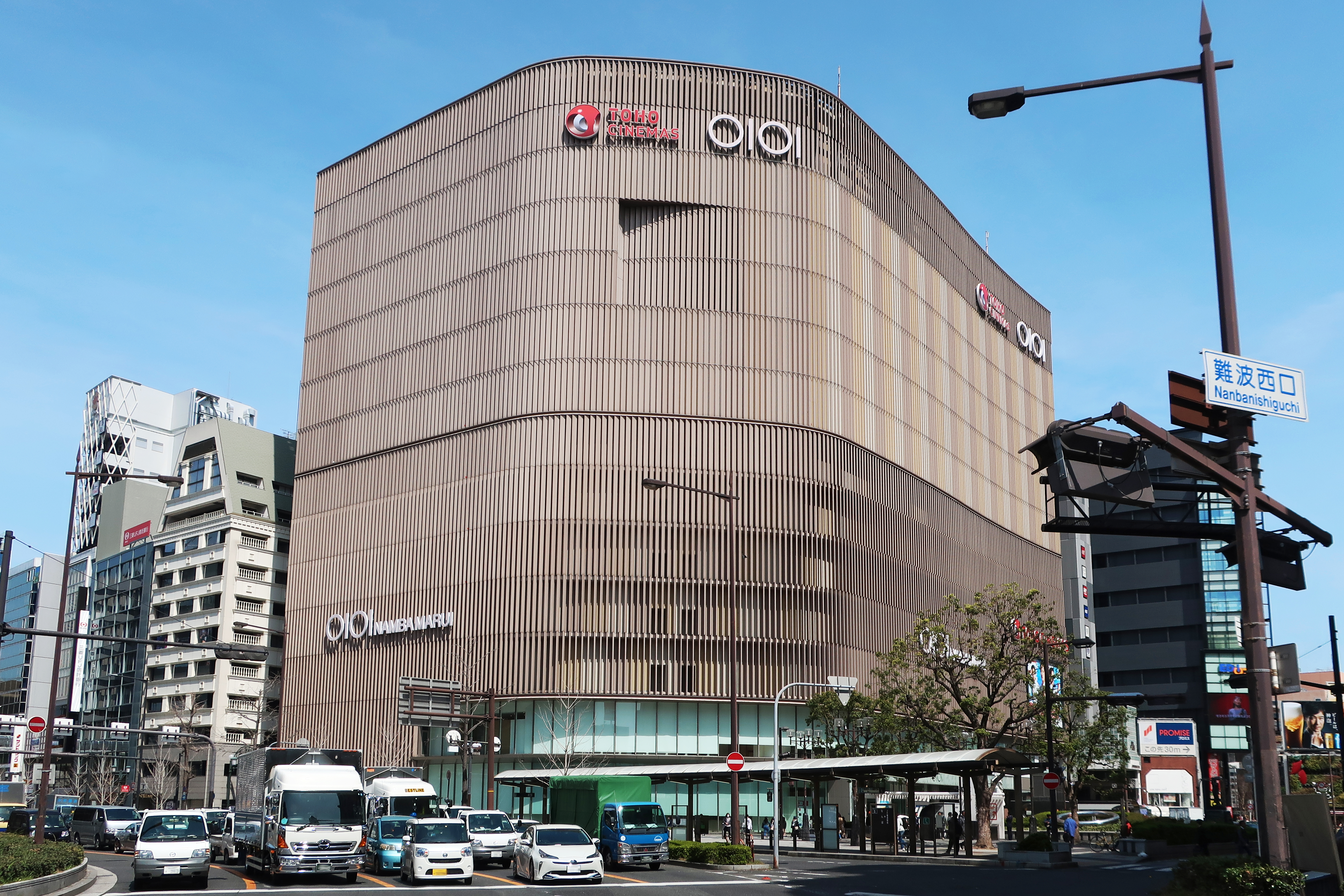
なんばマルイ
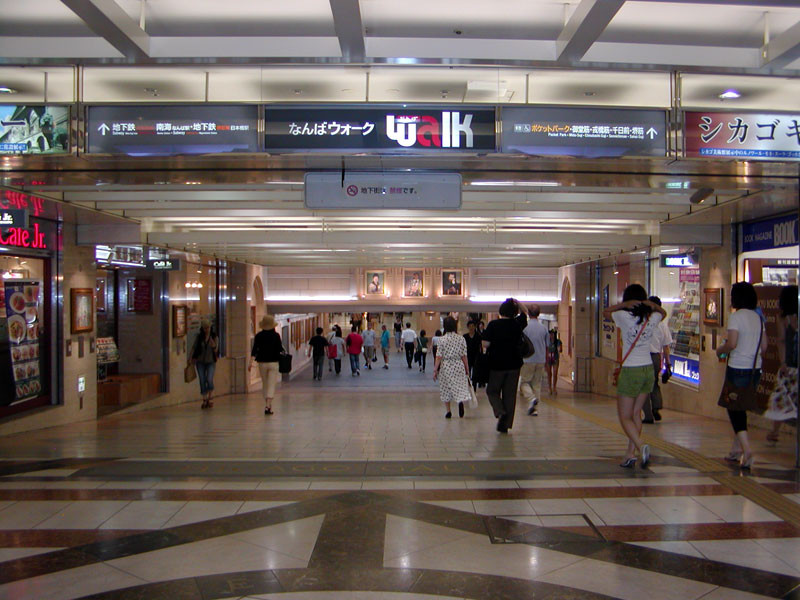
なんばウォーク
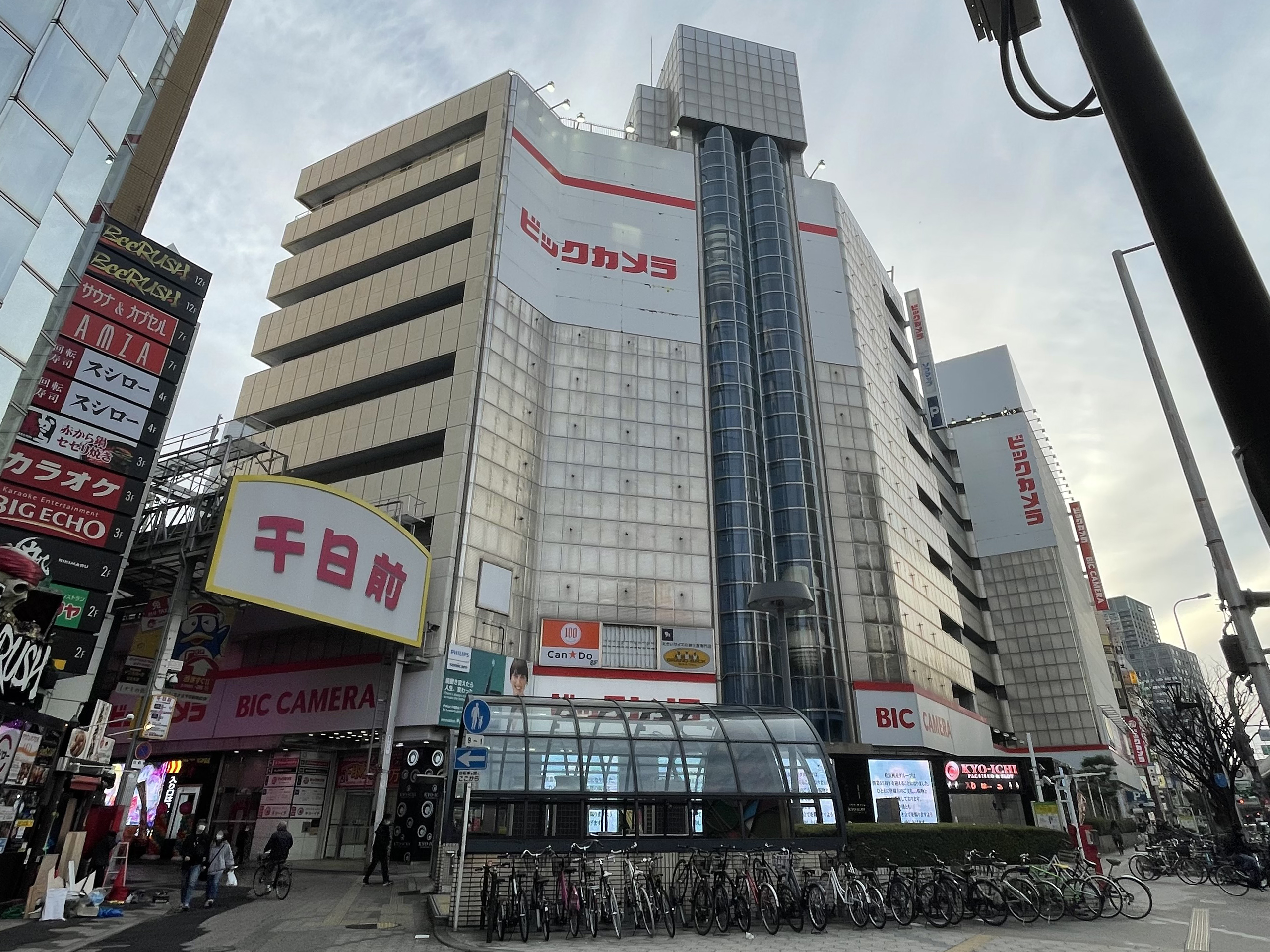
ビックカメラなんば店
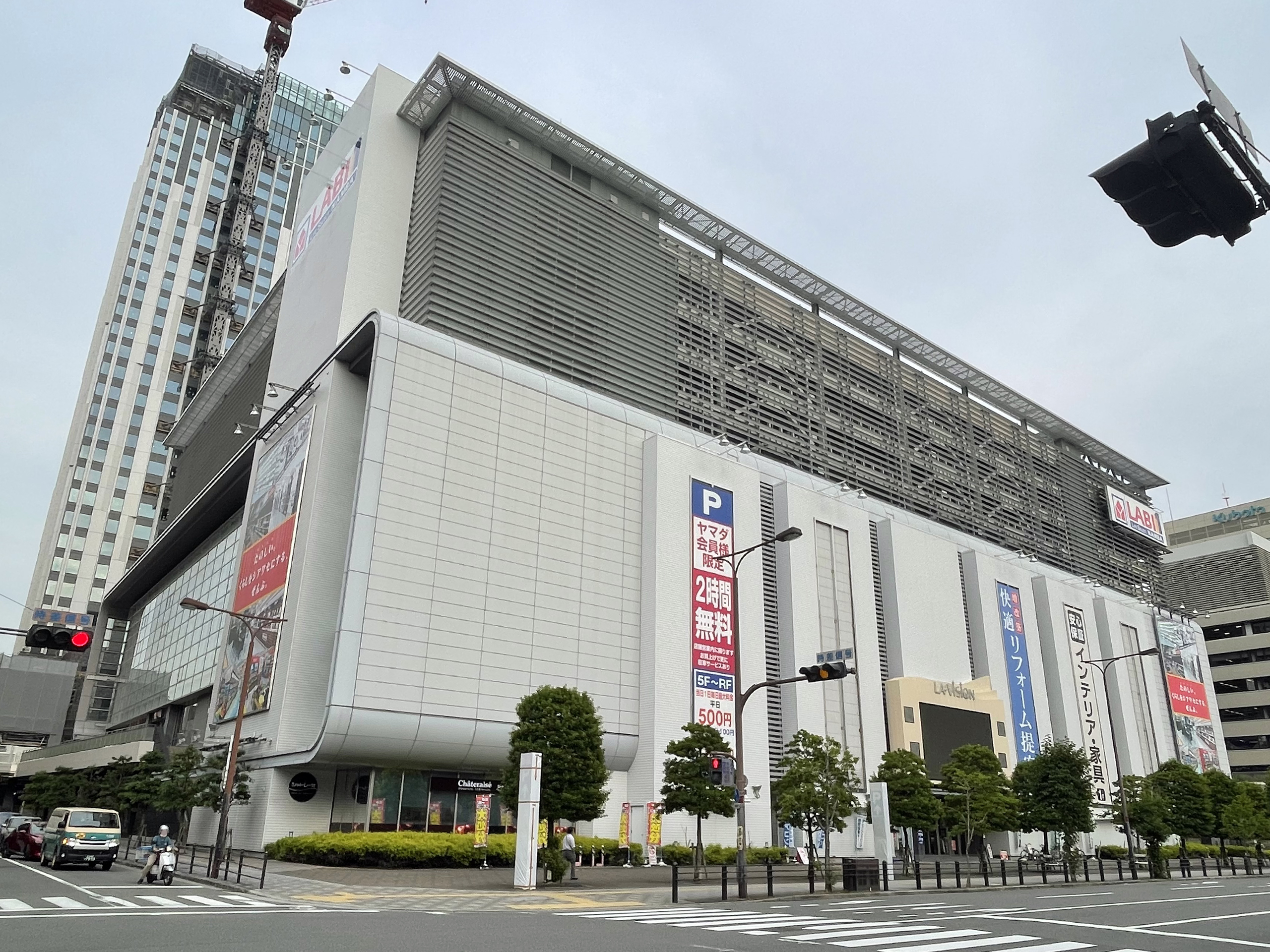
LABI1 LIFE SELECTなんば
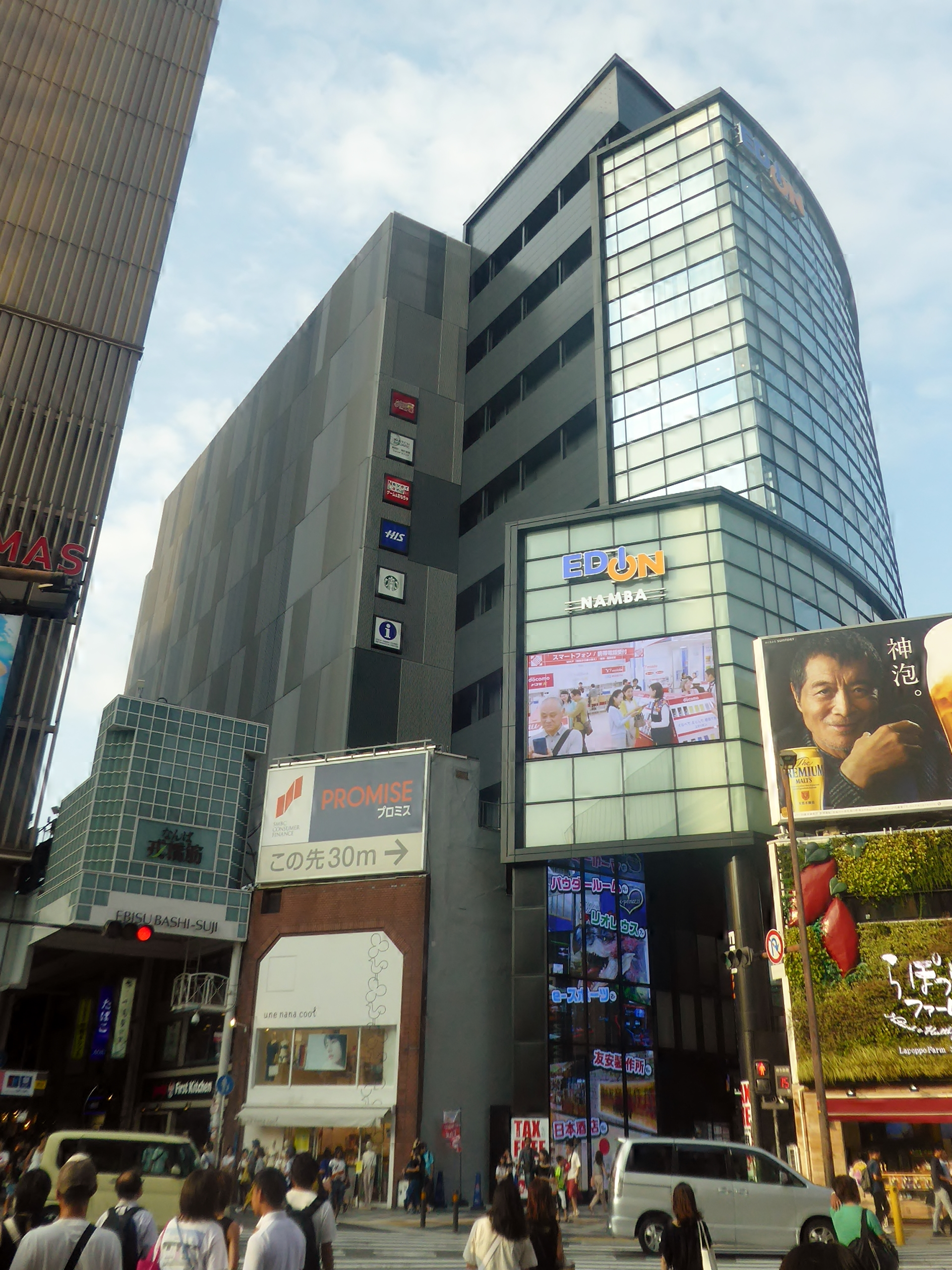
エディオンなんば本店
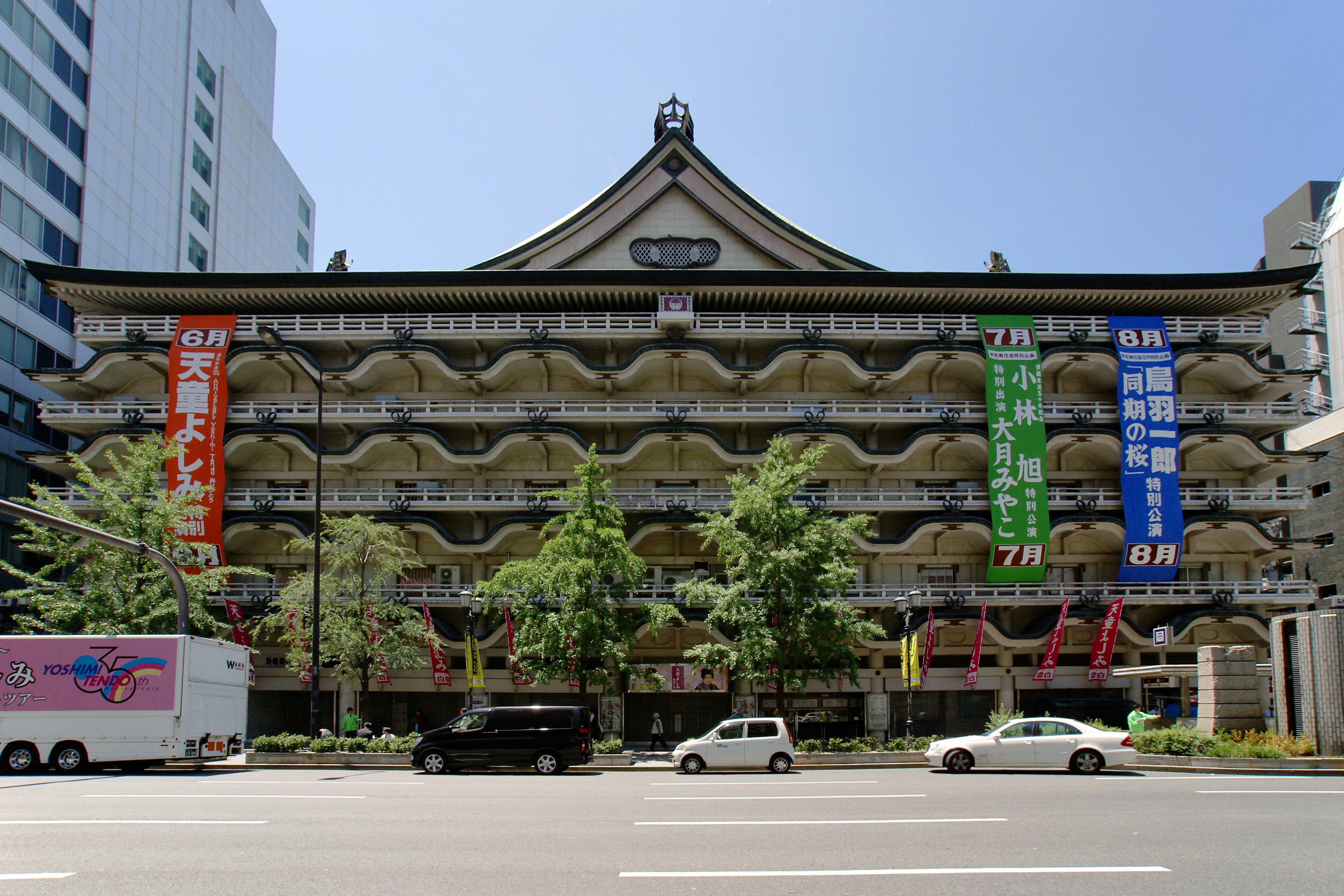
新歌舞伎座（初代）

## 交通機関
各路線の難波駅は1日平均約88万人の利用者数（乗降客数）を誇り、大阪では大阪・梅田駅、天王寺駅、京橋駅などとともに巨大ターミナル駅として機能している。南海難波駅は9面8線のホームは行き止まり式の高架駅であり、頭端式ホームの駅としては阪急大阪梅田駅に次ぐ国内2位の規模を誇る（全私鉄駅の中でも2位）。南海難波駅以外の各線の難波駅は地下駅であり、なんばウォーク・NAMBAなんなんといった地下街や地下通路を通じて、徒歩でのアクセスが可能である。その中でもJR難波駅は他路線の駅や難波の繁華街からやや外れた場所に位置している。
さらに、OCATバスターミナル（JR難波駅直結）やなんば高速バスターミナル（南海難波駅直結）などの主要な高速バスターミナルが位置しており、梅田とともに大阪の高速バスの拠点地域でもある。また、路線バスは南海難波駅周辺にある「なんば」停留所から大阪シティバスが市内各方面を結んでいる（難波駅 (南海)#バス路線を参照）。

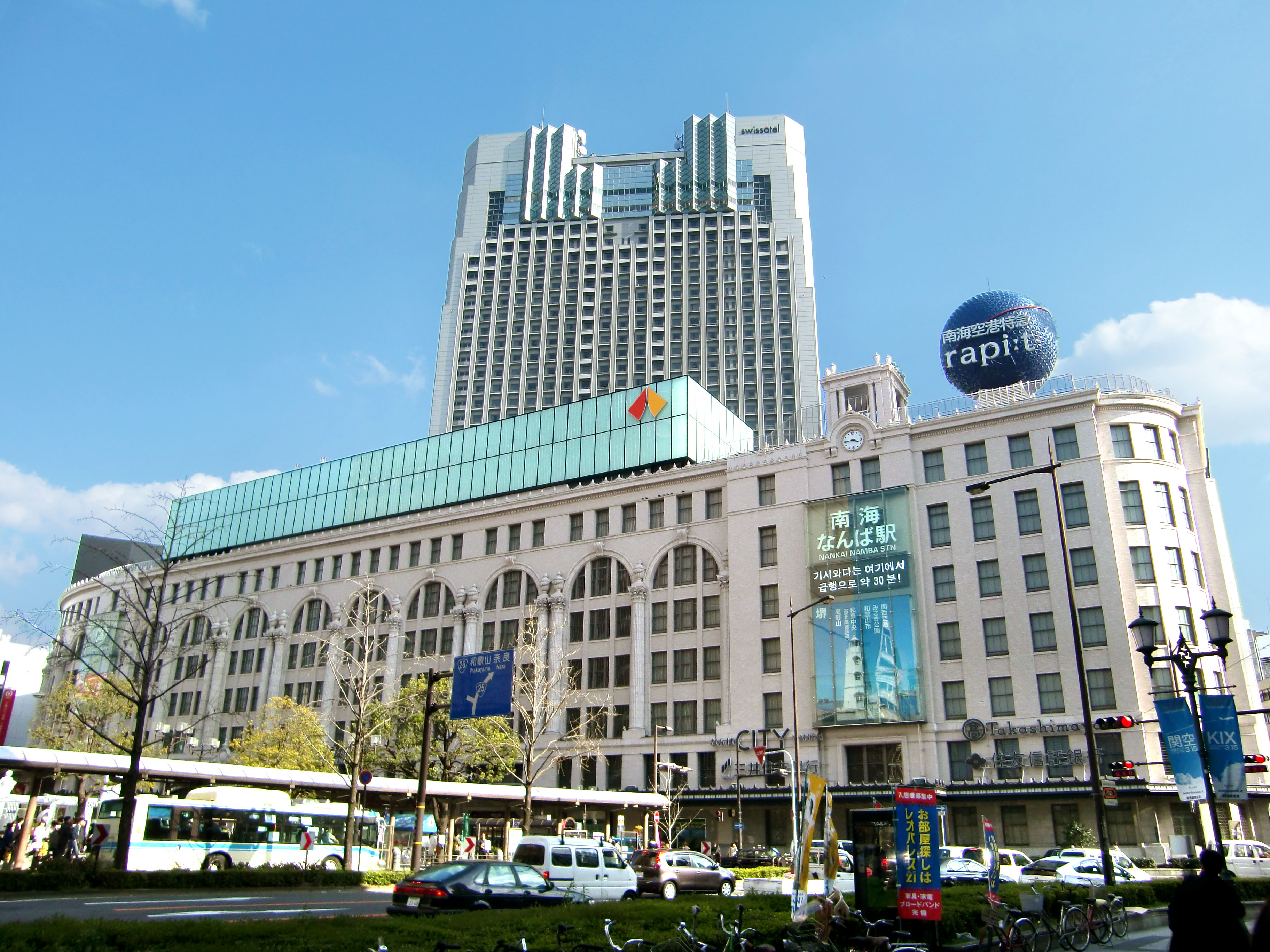
南海難波駅

- 難波駅（南海） - 中央区難波・浪速区難波中
  - 南海電気鉄道南海本線・高野線
- 難波駅（Osaka Metro） - 中央区難波・浪速区元町
  - 大阪市高速電気軌道御堂筋線・四つ橋線・千日前線
- 大阪難波駅 - 中央区難波
  - 近畿日本鉄道難波線
  - 阪神電気鉄道阪神なんば線
- JR難波駅 - 浪速区湊町
  - 西日本旅客鉄道関西本線（大和路線）
- 桜川駅 - 浪速区桜川・浪速区幸町
  - 大阪市高速電気軌道千日前線
  - 阪神電気鉄道阪神なんば線
- 汐見橋駅 - 浪速区桜川
  - 南海電気鉄道高野線（汐見橋線）
- 芦原町駅 - 浪速区芦原
  - 南海電気鉄道高野線（汐見橋線）

## 難波を冠する神社仏閣

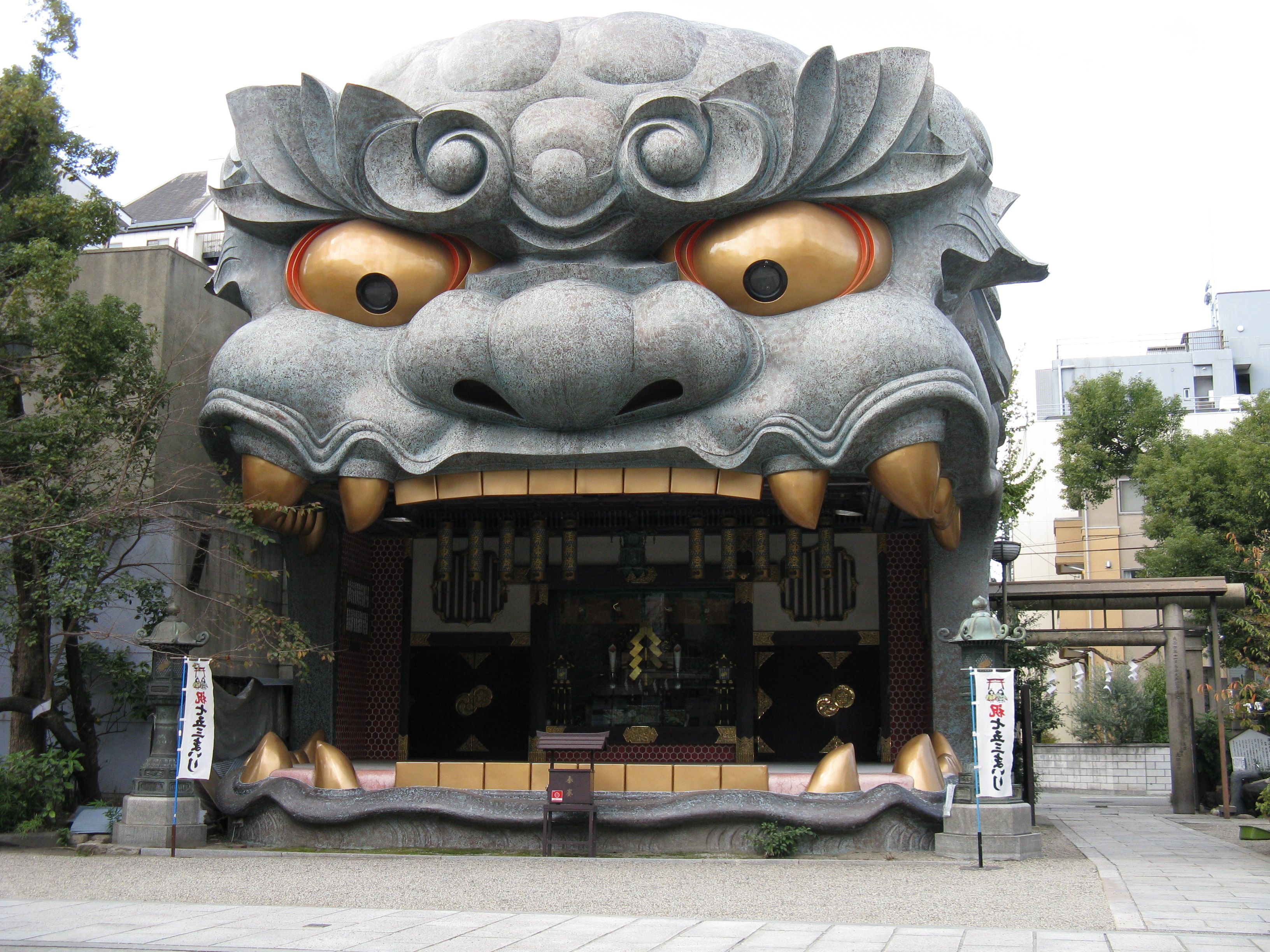
難波八坂神社の獅子舞台

- 難波別院 - 中央区久太郎町四丁目1-11
真宗大谷派の寺院で通称「南御堂」。上難波村の旧地に由来し、1914年（大正3年）まで南西部の町名が上難波北之町だった。
- 難波神社 - 中央区博労町四丁目1-3
仁徳天皇を祀る神社。同じく旧町名は上難波南之町。
- 難波八阪神社 - 浪速区元町二丁目9-19
素戔嗚尊を祀る神社。旧・難波村の氏神社。

## その他
ゲイ・タウン
御堂筋と2つの高速高架に囲まれた難波4丁目を中心にゲイバーが多く集まり、大阪第2のゲイタウンを形成している。ゲイバーの数は難波4丁目と難波中1丁目だけで43店舗、その周辺を含めると約60店舗ほどになる。
ヘボン式の表記
駅名などのローマ字表記に、ヘボン式表記が使用されることがある（Nanba ではなく、Namba）。

### 日本郵便
- 〒542-0076[3]（集配局：大阪南郵便局[17]）